# Patryk Broniec
Patryk Broniec (ur. 25 marca 1993) – polski judoka.
Zawodnik klubów: UKJ Arcus Warszawa (2007), KS AZS-AWF Warszawa (2008-2016), UKJ 225 Warszawa (od 2018). Brązowy medalista zawodów pucharu świata seniorów (Warszawa 2019). Brązowy medalista mistrzostw Polski seniorów 2016 w kategorii do 100 kg. Ponadto m.in. dwukrotny mistrz Polski juniorów (2012, 2013). Uczestnik młodzieżowych mistrzostw Europy 2015 oraz mistrzostw Europy juniorów (2011, 2012 - 7 miejsce, 2013).